# Tęczyn (województwo zachodniopomorskie)
Tęczyn (niem. Karlshof) – osada w Polsce położona w województwie zachodniopomorskim, w powiecie drawskim, w gminie Drawsko Pomorskie. W latach 1975–1998 miejscowość administracyjnie należała do województwa koszalińskiego. Do 31 grudnia 2018 r. wieś należała do zlikwidowanej gminy Ostrowice. W roku 2007 osada liczyła 2 mieszkańców. Miejscowość wchodzi w skład sołectwa Przytoń.
W miejscowości działało Państwowe Gospodarstwo Rolne Tęczyn.

## Geografia
Osada leży ok. 2 km na północny zachód od Przytonia, ok. 150 m na zachód od jeziora Przytonko.

## Zabytki
Do wojewódzkiego rejestru zabytków wpisany jest:
- zespół folwarczny z końca XIX wieku, w skład którego wchodzą:
  - budynek inwentarski, z XIX/XX wieku, obecnie magazyn
  - obora ze spichlerzem z XIX/XX w.
  - budynek gospodarczy wielofunkcyjny z XIX/XX w.
  - dwie stodoły z XIX/XX w.
  - park dworski, pozostałość po dworze